# 花山院定教 (権大納言)
花山院 定教（かさんのいん さだのり）は、鎌倉時代後期の公卿。右大臣・花山院定雅の子。官位は正二位・権大納言。

## 経歴
以下、『公卿補任』と『尊卑分脈』の内容に従って記述する。
- 弘安4年（1281年）7月29日、叙爵。同年12月29日、侍従に任ぜられる。
- 弘安5年（1282年）1月14日、禁色を許される。同年4月8日、従五位上に昇叙。同年10月16日には右少将に任ぜられる。
- 弘安6年（1283年）1月5日、正五位下に昇叙。同年9月12日、従四位下に昇叙。同年12月16日、右中将に転任。
- 弘安7年（1284年）6月23日、従四位上に昇叙。同年11月25日、正四位下に昇叙。
- 弘安8年（1285年）3月6日、豊後介を兼ねる。同年6月13日、従三位に叙される。右中将は元の如し。
- 正応元年（1288年）9月13日、参議に任ぜられる。右中将は元の如し。
- 正応2年（1289年）1月13日、讃岐権守を兼ねる。8月7日、従二位に昇叙。10月18日、権中納言に任ぜられ、同月27日には帯剣を許される。
- 正応4年（1291年）10月29日、正二位に昇叙。
- 永仁元年（1293年）1月28日、権大納言に任ぜられる。
- 永仁2年（1294年）2月30日、父・定雅の喪に服す。4月28日に復任。
- 永仁3年（1295年）6月23日、権大納言を辞退[2]。
- 嘉暦元年（1326年）、薨去。

## 系譜
- 父：花山院定雅
- 母：不詳
- 妻：不詳
  - 女子：邦良親王妃 - 康仁親王、邦世親王の生母

娘が邦良親王に嫁して康仁親王と邦世親王を産んだが、いずれの親王も皇位に登ることはなかった。

## 参考
- 『公卿補任』（新訂増補国史大系）吉川弘文館 黒板勝美、国史大系編集会（編） ※ 弘安8年（1285年）に定教が非参議従三位となった時以降の記事。
- 『尊卑分脈』（新訂増補国史大系）吉川弘文館 黒板勝美、国史大系編集会（編） ※「花山院定教」および「花山院定雅」の項。